# Revision
För revision som juridisk term för en viss typ av överklagande, se revision (juridik).
Revision är oberoende granskning och uttalande om information eller vissa förhållanden. Revision utförs av en revisor.

## Regelverk
I Sverige finns regler för revision i flera lagar som till exempel lag om revisorer, aktiebolagslagen, kommunallagen, lagen om ekonomiska föreningar och stiftelselagen. Därutöver kan det finnas föreskrifter för revision i exempelvis ett företags bolagsordning, föreskrifter för offentlig förvaltning eller en förenings stadgar.

## Revisionens grundpelare
I vissa sammanhang talar man om att revisionens tre grundpelare är oberoende, tystnadsplikt och kompetens.
Oberoende är en förutsättning för tilltro till revisorns uttalande. Revisorn ska inte stå i beroendeställning till någon av intressenterna i en organisation som granskas eller själv ha väsentliga ekonomiska intressen som påverkas av utfallet av revisionen. Finns det tvivel på revisorns oberoende minskar värdet av revisionen.
Tystnadsplikt är ofta en förutsättning för att revisionen ska kunna genomföras. Revisorn ska beredas tillgång till all information som behövs för att kunna utföra granskningen. Känslig information får då inte yppas till utomstående. Finns tvivel på revisorns tystnad kommer inte all information att lämnas ut vilket även det minskar värdet av revisionen.
Kompetens krävs av revisorn för att kunna dra korrekta slutsatser av den tillgängliga informationen. Revisorn måste dels vara kunnig i regelverksfrågor som redovisningsregler och skattelagstiftning men även behärska verktyg för att kunna testa och analysera tillgänglig information.

## Revisionsprocessen
En revisor genomför normalt följande steg i sin revisionsprocess:
- planering
- test av intern kontroll
- substansgranskning
- avrapportering.

En revision utförs genom att revisorn utför vissa granskningsåtgärder enligt god revisionssed i den omfattning som krävs för att kunna göra ett uttalande i en revisionsberättelse. Normalt innebär en revisors uttalande inget absolut uttalande som sakers förhållanden utan ett uttalande som i rimlig grad torde vara korrekt. Av ekonomiska och praktiska skäl kan en revisor normalt inte granska alla händelser under ett år eller alla transaktioner i ett bolag utan måste förlita sig på ett urval och testa dessa.

### Dokumentation av revision
Revisonen bör innehålla tillräckligt med information för att en annan erfaren revisor, som inte har någon koppling till revisorn som upprättat revisionen, skall ha möjlighet att förstå. Tid och omfattning av handlingarna skall uppfölja ISA:s krav och övriga lagar inom det gällande området. Revisorn skall ha ett slutligt resultat med bevis på de handlingar som skett i revisionen. Åsikter och bedömningar av professionella revisorer gör att dokumentationen blir mer pålitlig.
Det bör framkomma vem som upprättat revisionen och vid vilken tidpunkt, samt vem som granskat revisionsarbetet och tidpunkten då granskningen ägde rum.
Viktiga ärenden mellan revisorn, ledningen samt övriga ansvariga för styrning och var diskussionen tagit plats bör även finnas dokumenterade i koppling till revisionen, eftersom det kan leda till att revisionen innehåller handlingar som det inte finns övriga bevis till.
Ifall revisorn upptäcker fel i revisionen bör det framkomma hur felet uppkommit. Det kan även vara frågan om att revisionen avviker från ett krav inom ISA. I sådana fall bör orsaken till avvikelsen meddelas så att det inte ser ut som att revisionen strider avsiktligt mot lagen.

### Revisionsberättelse
En revisionsberättelse sammanfattar revisorernas granskning. Revisionsberättelsen är en skriftlig rapport som understöds av en regelbunden och fullständig dokumentation av revisionen. I ett aktiebolag är den riktad till aktieägarna.

## Revisionsbranschen
Företag som bedriver revisionsverksamhet kallas revisionsbyrå. I Sverige finns ett stort antal revisionsbyråer som står under tillsyn av Revisorsnämnden. Många revisionsbyråer erbjuder flera andra tjänster utöver ren revision såsom biträde med bokföring och upprättande av löpande redovisning, skatterådgivning och upprättande av deklarationer. Större revisionsbyråer har även avancerade rådgivningstjänster inom områden som corporate finance, verksamhetsutveckling och IT-säkerhet.
Den internationella revisionsbranschen domineras av fyra organisationer som gemensamt benämns Big Four. Dessa fyra, KPMG, Ernst & Young, PwC samt Deloitte, finns alla representerade i Sverige. Andra större byråer i Sverige är Grant Thornton Sweden och BDO.
Revisorer organiserar sig i branschorganisationen FAR.
Inom den kommunala sektorn (kommuner, landsting och regioner) väljs revisorerna av respektive fullmäktigeförsamling. Dessa, förtroendevalda revisorer, måste enligt kommunallagen ha biträde av sakkunniga. En del har valt att själva anställa sakkunniga yrkesrevisorer, medan andra upphandlar hela eller delar av biträdet.
De sakkunniga yrkesrevisorerna som biträder de förtroendevalda revisorerna organiserar sig i yrkesföreningen SKYREV.
Den kommunala revisionen skiljer sig i många avseenden från den privata.